# ريبيكا جونز (ممثلة)
ريبيكا جونز (بالإسبانية: Rebecca Jones) هي ممثلة مكسيكية، ولدت في 21 مايو 1957 في مدينة مكسيكو في المكسيك.

## وصلات خارجية
- ريبيكا جونز على موقع IMDb (الإنجليزية)
- ريبيكا جونز على موقع ألو سيني (الفرنسية)
- ريبيكا جونز على موقع أول موفي (الإنجليزية)
- ريبيكا جونز على موقع قاعدة بيانات الفيلم (الإنجليزية)
- ريبيكا جونز على موقع كينوبويسك (الروسية)